# 貢特拉姆斯多夫

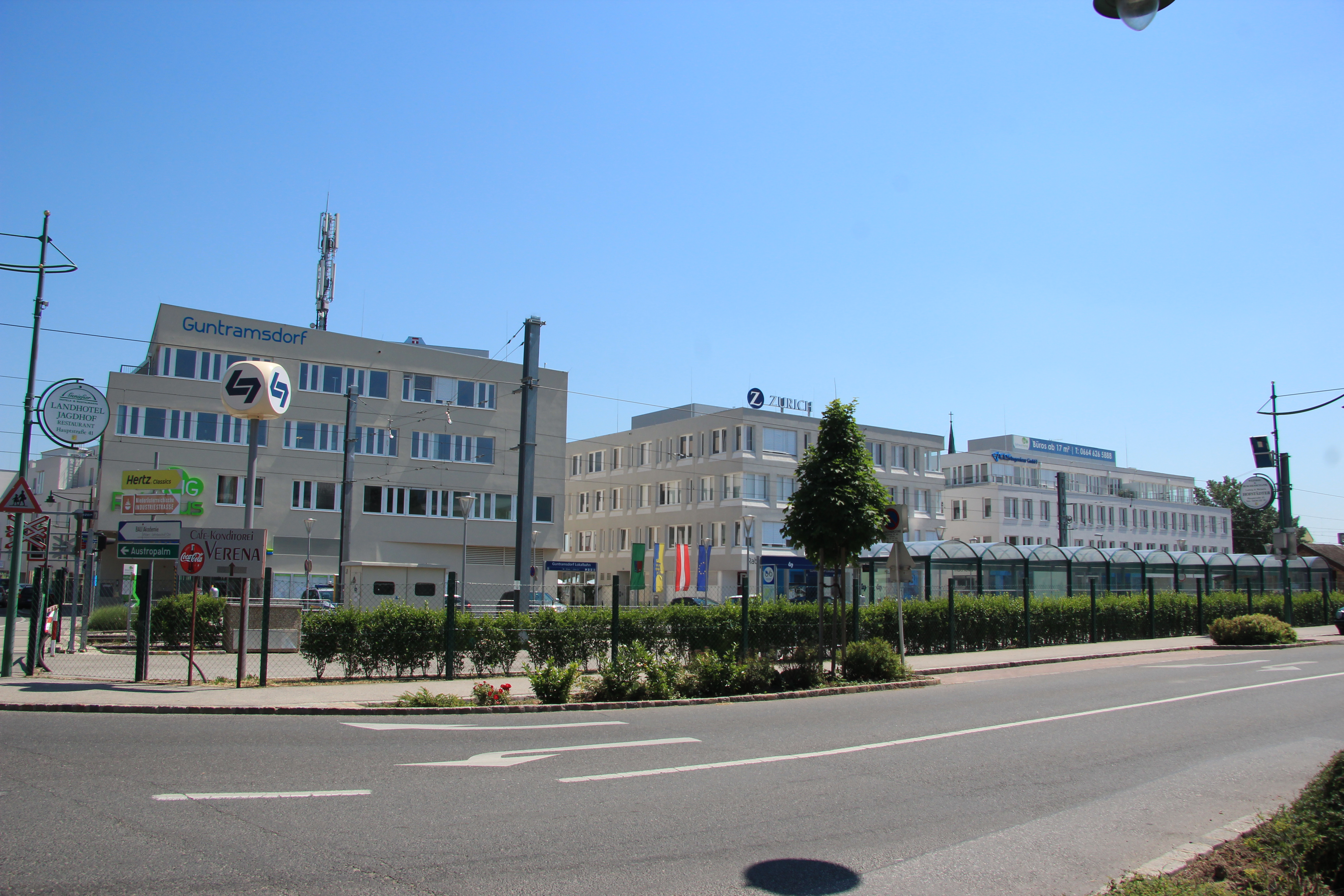
下奧地利州貢特拉姆斯多夫市政廳區

貢特拉姆斯多夫（德语：Guntramsdorf）是奧地利的城鎮，位於該國東北部，由下奧地利州負責管轄，面積14.86平方公里，海拔高度193米，主要經濟活動是工業，2012年人口8,941。